# Gordon Astall
Gordon Astall (* 22. September 1927 in Horwich; † 21. Oktober 2020 in Torquay) war ein englischer Fußballspieler. Er kam dabei als rechter Flügelspieler sowohl 1956 zu zwei Länderspielen in der englischen Nationalmannschaft als auch in dem B-Team seines Landes und für eine Auswahl der Football League zum Einsatz.

## Sportlicher Werdegang
Gordon Astall war zunächst als Amateurspieler für den FC Southampton aktiv, bevor er nach einem erfolglosen Probetraining bei den Bolton Wanderers im November 1947 von Plymouth Argyle unter Vertrag genommen wurde. Beim Heimspiel im Februar 1948 gegen Luton Town kam er zu seinem Debüt, wurde schnell zum Stammspieler an der Home Side und führte seinen Verein 1953 zur Meisterschaft in der drittklassigen Third Division South.
Im Oktober des gleichen Jahres kaufte ihn der zweitklassige Ligakonkurrent Birmingham City für 14.000 britische Pfund, wobei Astall seinem Mannschaftskollegen Alex Govan folgte, der ebenfalls von Plymouth nach St. Andrews gewechselt war. Insgesamt hatte Astall in 188 Partien 42 Tore für Plymouth geschossen und ersetzte fortan in Birmingham den Schotten Jack Stewart. Er sicherte sich auch dort schnell einen Stammplatz und war 1955 entscheidend am Gewinn der Meisterschaft in der zweitklassigen Second Division und den damit verbundenen Aufstieg in die oberste englische Spielklasse beteiligt. Zudem erreichte er im gleichen Jahr das Endspiel im FA Cup und unterlag dort im Wembley-Stadion Manchester City mit 1:3.
Internationale Anerkennung folgte erstmals, als er am 20. Mai 1956 zu seinem ersten Länderspiel kam. Sechs Tage nach diesem Spiel gegen Finnland, in dem Astall das dritte englische Tor zum 5:1-Sieg schoss, folgte vor 95.000 Zuschauern im Berliner Olympiastadion direkt sein zweiter Einsatz gegen Deutschland, der jedoch zugleich sein letzter für die englische A-Nationalmannschaft sein sollte.
Im Juli 1961 wechselte er nach 57 Toren in 235 Spielen für Birmingham ablösefrei zu Torquay United und debütierte dort für die „Gulls“ am 19. August bei der 1:2-Niederlage gegen Crystal Palace. Am Ende der Saison hatte Astall 10 Tore in 27 Spielen erzielt, aber den Abstieg seines Vereins in die viertklassige Fourth Division nicht verhindern können, den der Verein durch die Auswärtsniederlage beim FC Barnsley am letzten Spieltag hinnehmen musste. Nach nur sechs weiteren Spielen für Torquay beendete Astall seine aktive Laufbahn als Profifußballer.
Nach seiner Laufbahn arbeitete er in der Versicherungsbranche und betätigte sich sportlich im Darts, Golf und Bowls. Astall verstarb im Oktober 2020 93-jährig in seiner Wahlheimat Torquay.